# Jean-Baptiste Duvernoy
Jean-Baptiste Duvernoy (* 1800; † 1880 en París) fue un pianista francés y compositor del romanticismo. Fue profesor en el Conservatorio de París y escribió más de 300 obras.
Es conocido por sus Estudios Elementales, Op. 176,  creados para mejorar la coordinación de los dedos. También creó la Escuela del Mecanismo, Op. 120.
- Datos: Q554437
- Multimedia: Jean-Baptiste Duvernoy / Q554437